# Неккенмаркт
Неккенмаркт (нем. Neckenmarkt) — город (нем. Marktgemeinde) в Австрии, в федеральной земле Бургенланд. 
Входит в состав округа Оберпуллендорф.  Население составляет 1685 человек (на 31 декабря 2005 года). Занимает площадь 26,9 км². Официальный код  —  10813.

## Политическая ситуация
Бургомистр коммуны — Ханс Иби (АНП) по результатам выборов 2007 года.
Совет представителей коммуны (нем. Gemeinderat) состоит из 21 места.
- АНП занимает 13 мест.
- СДПА занимает 8 мест.